# Kozanözü
La rivière Kozanözü Çayı coule dans le district de Boğazlıyan de la province de Yozgat en Turquie. Elle est coupée par le barrage de Uzunlu. C'est une des branches du cours supérieur de la rivière Karasu Çayı (en turc : rivière à l'eau noire) appelée localement Boğazlıyan Çayı et Büyüköz Deresi. Cette rivière Karasu Çayı est elle-même une branche du cours supérieur de la Delice Irmağı qui se jette dans le fleuve Kizilirmak.